# Млада Гвардія
Мла́да Гва́рдія (болг. Млада гвардия) — село у Варненській області Болгарії. Входить до складу общини Ветрино.

## Населення
За даними перепису населення 2011 року у селі проживали 342 особи.
Національний склад населення села:
| Національність   | Кількість осіб | Відсоток |
| ---------------- | -------------- | -------- |
| болгари          | 332            | 98,5%    |
| цигани           | 0              | 0%       |
| інша             | 4              | 1,2%     |
| Всього відповіли | 337            |          |

Розподіл населення за віком у 2011 році:
Динаміка населення: